# Art paleocristià

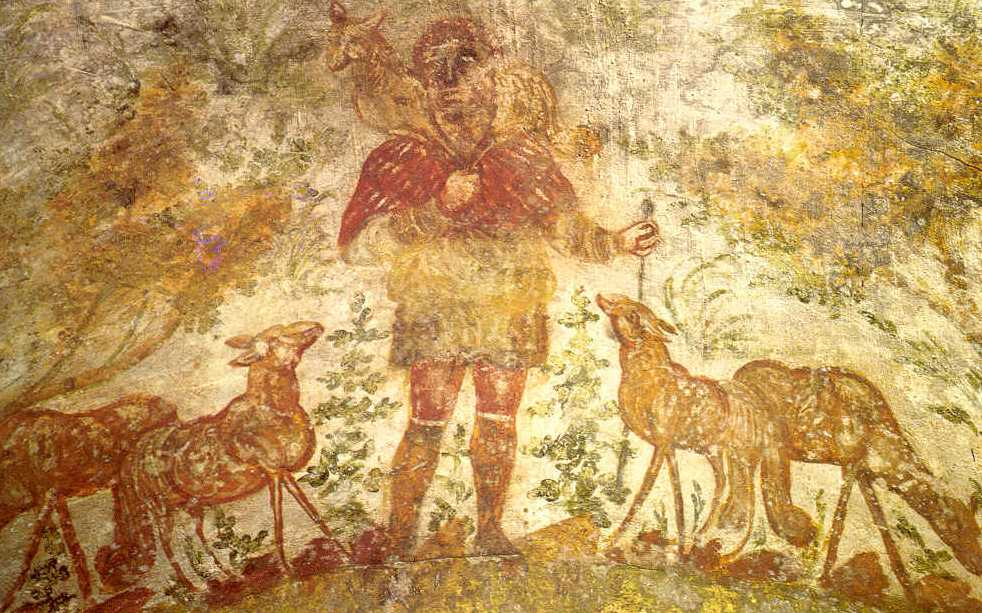
La imatge de Jesús com a Bon Pastor a les catacumbes de Domitilla a Roma

L'art paleocristià (en grec, paleo significa "vell" o "antic") és l'art produït pels cristians o sota un patrocini cristià durant els primers segles del cristianisme i en especial entre l'any 200 i l'any 500. Abans de l'any 200, no queden produccions artístiques que puguin ser qualificades de cristianes amb certesa. Després de l'any 500, l'art paleocristià ja obre la via a l'art romà d'Orient, (a l'Europa Oriental) i a l'art de l'alta edat mitjana o art preromànic (a l'Europa Occidental). Molt sovint, la historiografia tendeix a presentar l'art paleocristià i l'art romà d'Orient com un continu, sense una línia divisòria clara entre l'un i l'altre.
L'art paleocristà forma part del conjunt de les manifestacions artístiques de l'antiguitat tardana de manera que no es pot comprendre plenament aillant-lo d'aquest context més ampli. De tota manera té com a especificitat la seva vinculació a la religió cristiana i el desenvolupament d'una iconografia i d'una simbologia pròpies del cristianisme, com també de determinades funcions i formats específics, tals com la decoració de les catacumbes.
Paral·lelament, l'arquitectura paleocristiana contempla la definició i desenvolupament inicial de les tipologies arquitectòniques pròpies del culte cristià, principalment la basílca cristiana però també el baptisteri i d'altres.
Tant les formes arquitectòniques com les formes artístiques dels primers temps del cristianisme no són creacions o invencions completament noves si no que en molts casos parteixen de models existents en la cultura clàssica (o fins i tot en el món egipci), reciclant-los i dotant-los de nous continguts i nova ideologia.
L'art paleocristià no constitueix un estil artístic per ell mateix, ja que les seves característiques formals i estilístiques són les comunes a tot l'art de l'antiguitat tardana. Allò que defineix l'art paleocristà són les temàtiques, les iconografies i els contextos on es troba.
La transcedència de l'art paleocristià ve donada, sobretot, perquè és a l'origen de moltes temàtiques, formes i tipologies artístiques de llarg recorregut en la història cultural d'Occident, en paral·lel a la instauració del cristianisme com a religió hegemònica (vegeu art cristià)

## Definició
Durant els últims segles de l'Imperi romà coexisteixen dues formes artístiques de diferent intencionalitat. D’una banda, l'art profà, oficial i encaminat a exaltar Roma amb els seus emperadors, d'altra banda, el primer art cristià o paleo-cristià, que no era oficial, però perseguit per Roma. Es pensa haver trobat proves que remunten aquesta segona expressió artística que, dona forma a l'art medieval, durant la dinastia dels Severs.
En tot cas quan parlem d'art paleo-cristià fem referència a l'art produït d'amagat pels primers cristians a les catacumbes italianes. Eren l'indret d'enterrament dels difunts i els primers cristians hi pintaven simbologia cristiana passada per imatges romanes per tal de no ser descoberts per l'Imperi que persegueix llavors els cristians perquè no volen servir l'estat militarment.

### Formats
Els primers cristians van utilitzar les mateixes formes artístiques que les de la cultura romana en la qual evolucionaven: frescs, mosaics, escultures, i miniatures. En les seves realitzacions, els primers cristians no només van utilitzar les formes artístiques romanes de l'antiguitat, sinó també l'estil romà clàssic tardà, present en els primers frescs cristians, com a les de les catacumbes de Roma.
Així doncs, l'art paleocristià es manifesta preferentment en la pintura mural i més endavant en el mosaic, com també en l'escultura, principalment l'escultura apllcada als sepulcres però també, amb menor freqüència, en imatges exemptes.
La Domus ecclesiae de Dura Europos, anterior al 256, ofereix els testimonis més antics de l'existència d'un art específicament cristià
Les restes pictòriques cristianes més velles (ss. III-IV) són, a Roma, a l'hipogeu flavià i a la cripta d'Ampliat, de la catacumba de Domitil·la, a la capella greca de la de Priscil·la, a l'hipogeu de Lucina i al dels misteris, de la catacumba de Sant Calixt. Les darreres pintures (s. V) són a la catacumba de Sant Gennaro dei Poveri, a Nàpols.
Amb els edificis cultuals construïts després de l'edicte de Milà apareix l'art dels mosaics que els decoren. Temes profans del Baix Imperi perduren en els mosaics de Santa Constança de Roma (s. IV). Del final del s. IV són els del baptisteri de Sant Joan de Nàpols; i, ja del s. V, els de Santa Pudenciana i els grandiloqüents de Santa Maria la Major de Roma.Després cal citar els del mausoleu de Gal·la Placídia de Ravenna, inicis d'una tradició que a través del Baptisteri dels Ortodoxos arriba als mosaics de San Vitale i dels dos Sant'Apollinare, del s. VI (Ravenna).
L'art escultòric del sarcòfag es desenvolupà amb una iconografia molt semblant a la de les catacumbes. Les peces més velles daten del s. III (de la via Salaria i de Santa Maria Antica, a Roma; de La Gaiòla de Brinhòlas, a Provença; etc.).
Entre les tècniques artístiques sumptuàries que han vehiculat manifestacions d'art paleocristià es compta el vidre d'or.

## Història de l'art paleocristià

### Marc cronològic
Abans de l'any 200, l'absència de realitzacions artístiques o arquitecturals durables reflecteix la posició social desfavorida i perseguida dels primers cristians. D'altra banda, l'Antic Testament, anant en contra de la producció de tombes pintades, també pot explicar aquesta absència. Finalment, és possible que els primers cristians hagin utilitzat temes pagans per a transmetre missatges cristians. Si tal fos el cas, aquest art cristià no és identificable com a tal immediatament.
La història de l'art paleocristià comprèn dues fases diferents, separades per l'edicte de Milà de 313, que autoritza la llibertat de culte a l'imperi. Així, abans de 313, l'art és essencialment simbòlic i amagat. Després de 313, es manifesta més explícitament i més lliurement per finalment fer-se un art vinculat a l'Estat amb Teodosi I que farà del catolicisme la religió d'Estat (Edicte de Tessalònica).
Roma és el principal focus d'art paleocristià, però la capitalitat de MIlà durant la Tetrarquia i concretament amb Maximià fa d'aquesta ciutat un focus important d'art paleocristià que té continuïtat fins als temps de Sant Ambròs de Milà. Un altre focus important es troba a Ravenna, constituïda en capital de l'Imperi Romà d'Orient a partir de l'any 402, atès que Milà semblava ser una ciutat més vulnerable davant de la pressió dels visigots que el 410 van saquejar Roma.
La caiguda de l'Imperi Romà d'Occident l'any 476 fa que l'Imperi Romà d'Orient o Imperi Romà d'Orient i principalment la seva capital Constantinoble assumeixin el lideratge en la promoció de l'art cristià. És a partir d'aleshores i sobretot amb Justinià que comença a desenvolupar-se l'art romà d'Orient.
Paral·lelament, després de la caiguda de Roma, el context artístic de l'Europa occidental es diversifica i genera un conjunt de manifestacions artístiques molt variat que s'engloba sota la denominació genèrica d'art preromànic.

### Les catacumbes
Les catacumbes són cementeris cristians subterranis amb caràcter comunitari que sorgeixen aproximadament al segle ii. La seva vigència s'allarga fins als finals del segle V o principis del VI, quan es converteixen en lloc de peregrinació, fins que són oblidats durant l'Edat Mitjana.
La seva única funció és funerària. No estan pensades per celebrar el culte durant les persecucions vist que la seva humitat, la seva foscor i la seva estretor no permeten acollir a molta gent. Els cristians tampoc no s'enterren així per a fugir del poder polític que els assetja. Per a la llei romana qualsevol sepultura, vulgui ser com vulgui ser la creença, és sagrada i inviolable.
Difícilment s'hagueren amagat per a celebrar-hi el culte perquè els treballs d'excavació i els materials de construcció no hagueren passat inadvertits.
Les catacumbes es componen de galeries i càmeres. Les primeres, molt estretes i irregulars en longitud i en el traçat, formen una xarxa de diversos pisos (entre dos i quatre, i fins i tot cinc) que de vegades s'entrecreuen i es connecten per rampes o escales. Els seus murs obren els sepulcres que es disposen en tres files superposades de nínxols horitzontals des d'on descasen els cossos de manera longitudinal, en el sentit del corredor.
El forat es tanca sempre amb làpides de marbre on hi figuren el nom del difunt i una benedicció. Només a les tombes més importants els nínxols són rematats amb un arc. Les càmeres, que són espais reduïts quadrats, rectangular, circulars o poligonals, estan proveïdes de bancs per celebrar-hi cerimònies perquè els membres de la família s'hi puguin recollir en grup.

### De la persecussió a l'oficialitat
Després de la mort de Jesucrist, Sant Pau fa possible el ràpid creixement del cristianisme tot donant-hi un caràcter universal. El nou culte fou acollit com la resta de cultes fins que els insubmisos militars cristians representaren un element de desestabilització per a la protecció de les fronteres. Això engegà onades repressives de l'Estat en contra dels nous conversos. L'any 313 l'emprador Constantí I despenalitza el cristianisme a través de l'Edicte de Milà, la qual cosa suposà un abans i un després en la història.
L'art cristià es barreja a les bases romanes i és oficialitzat. Per tant, és promogut arreu de l'Imperi pels descendents de Constantí I fins produir dues realitats artístiques, l'romànic a l'Europa occidental i l'art romà d'Orient a l'Europa oriental. No obstant això, la fe s'estén acceleradament durant els segles II i III per tot el territori romà i fa calat també en els sectors més influents de la societat, que arriben a abandonar els seus càrrecs públics. Aquesta és una de les raons per les quals es desencadenen les persecucions generals, es prohibeixen les reunions de les congregacions i es confisquen les propietats dels conversos.
El primer art cristià és doncs silenciós per no ser descobert per les autoritats romanes. Es mou en les aigües de la simbologia. Per aquest motiu és un art essencialment funerari i poc abundant. I res d'això no treu que aquest art paleocristià marcarà durablement l'art cristià. Exemple d'això l'hàbit de dedicar la construcció d'esglésies a màrtirs santificats o esculpir-ne estàtues per tal de fer memòria de la persecussió viscuda. Esdevindrà tot un programa propagandístic quan s'uneix estat i religió cristiana a Europa.

## L'art paleocristià

### L'arquitectura paleocristiana
L'arquitectura paleo-cristiana és directament l'herència de la tradició arquitectònica clàssica romana. No crea cap vocabulari nou, però dona un nou sentit a elements ja existents, amb l'objectiu d'agermanar els fidels, magnificar els llocs sants, retre culte als màrtirs i honorar als morts. La basílica és un exemple d'això. No cal construir-ne de noves, amb tenir una basílica on acudir-hi quan no hi ha mercat, permet resar-hi sense témer per ser descobert.
Durant la cristianització de l'Imperi Romà, el culte cristià s'havia prohibit, de manera que els llocs de culte són inicialment cases de particulars nobles (titulus). No hi ha culte a les catacumbes, únicament l'ofici als morts, com es feia a Roma, sense eucaristia, reservada a aquests primers indrets d'amagat.
La basílica és el pas següent, fins que la planta basilical es torna la norma per al culte cristià fins avui. L'edifici s'acomoda progressivament a les necessitats del cristià on s'hi fa la missa.
Quan el culte assumeix un caràcter oficial i, per això, les cerimònies adquireixen el boat imperial, aquestes cases resulten insuficients i, a més, són poc dignes per la nova concepció de Déu en tant que emperador del cel, la qual cosa es correspon amb la de Constantí I com a vicari de Crist en la terra. Les basíliques surten de la foscor i s'adapten a les necessitats del catòlic.
En aquella època era necessari un gran espai interior que, a més de permetre la reunió, expressés l'alt rang que la nova religió ha aconseguit dins l'Estat. Això explica que el punt de partida sigui la basílica civil romana i no el temple clàssic, que, pel seu caràcter pagà i poc pràctic per a les necessitats cristianes, es rebutja.

### La pintura paleocristiana
Les pintures foren realitzades amb la tècnica del fresc. Es localitzen en els murs de certes zones dels corredors i a les càmeres. La funció primària de les imatges és només funerària i no doctrinal tot i que l'Església en supervisa la tria temàtica amb la finalitat de mantenir la unitat de la fe. El tema central és Jesucrist com a salvador dels homes en la seva victòria sobre la mort. La seva figura, però, encara no interessa des del punt de vista històric sinó més aviat simbòlic, amb motius gràfics (lletres greges i llatines), animals (peix o xai) o antropomorfes (Crist pescador d'ànimes i Bon Pastor). S'haurà d'esperar força temps, a finals del segle iii i principis del IV, perquè s'hi representés la persona de Crist que, en el moment de fer-ho, representà una autèntica polèmica per l'arrel doctrinal.
La religió jueva, que fins aleshores havia estat anicònica es va nodrir de l'art paleocristià. Ambdues religions begueren entre elles a l'hora de representar idees o conceptes lligats a la seva creença religiosa.
Existeixen així doncs diversos símbols que es pintaven als murs com ara:
- el crismó
- la creu monogramàtica
- l'àncora que fa referència Crist
- l'àngel
- el colom que fa referència a la pau
- la flor de lis fa referència al cristianisme
- l'estaurograma

La doctrina cristiana estableix que Déu és una sola substància que existeix simultàniament en tres persones: el Pare (Déu Pare), el Fill (Déu Fill) i l'Esperit Sant. Ésa dir, la Trinitat (del llatí trinitas que prové de trinus, és a dir, triple). L'origen de l'acceptació d'aquest concepte neix amb el Concili de Nicea I de l'any 325. Aquestes tres hipòstasis tenen un paper important en l'art cristià perquè les comunitats creients les acaben representant d'una manera més o menys explícita.
L'art paleo-cristià va produir una imatge-signe per representar Déu Pare. Es tractava de dibuixar-lo en forma de mà sortint d'un núvol. L'Esperit Sant, per la seva banda, fou representat en forma de núvol lluminós, de raig de llum o fins i tot en forma de pluja de llengües de foc. La característica particular de l'Esperit Sant és que no pot adoptar forma humana segons el dogma cristià.
La representació de l'última de les hipòstasis, Jesucrist, és la més triada en l'art paleocristià. Els artistes representaren la figura de Jesucrist en forma d'un personatge jove que porta sobre les espatlles un animal simbolitzant d'aquesta manera el bon pastor. Aquesta imatge es veu reproduïda a les Catacumbes de Priscil·la (Roma) entre el 250-300 en una pintura al fresc i se seguirà reproduint a posteriori.
Amb aquesta representació de Déu fill les comunitats incipients cristianes es projectaven en el més enllà. Déu és concebut com una figura sàvia, benèvola i propera, una mica com els filòsofs antics. Les imatges-signes de l'art paleo-cristià miren sempre de projectar la vida després de la mort. Una vida que es concep idíl·licament, fet que ens porta a pensar indirectament en la concepció del món i de la societat terrestre que podien fer-se aquestes primeres comunitats religioses. La figura es manlleva d'una paràbola de l'Evangeli de Joan (Jn 10, 1-21) i d'altres passatges de la Bíblia en què Jesús es fa anomenar ell mateix com a “pastor”. El Bon pastor compleix les característiques de l'art paleo-cristià perquè parla més del que realment mostra.

#### Iconografia
Una qüestió clau en l'art paleocristià és l'evolució de la representació de Jesucrist, amb un abans i un després molt marcats per l'Edicte de Milà, és a dir, per l'oficialització de la religió cristiana.
Abans de l'edicte de MIlà predominen les representacions mitjançant símbols. Alguns d'ells provenen del repertori clàssic però es doten de significat cristià. Entre aquests símbols es troben
- el paó, entès com a símbol de la vida eterna, ja que es creia que la carn d'aquesta au era incorruptible
- la palma, símbol de victòria per als atletes, que passa a identificar el triomf espiritual dels "atletes de Crist"
- el peix cristià
- el crismó
- el Bon pastor que té els seus antecedents en el moscòfor grec
- l'Agnus Dei

La influència del judaisme i de l'Antic Testament també es fa present mitjançant la representació d'episodis bíblics com ara Jonàs i la balena, l'Arca de Noè, el sacrifici d'Isaac, Daniel al fossat dels lleons o els tres joves dins la fornal (un episodi del llibre de Daniel, cap. 3). Es tractava de remarcar la idea de salvació i la correspondència entre l'Antic i el Nou Testament, entenent aquests temes i d'altres afins com a prefiguracions del que s'acompleix amb el Nou Testament.
Altres temes desenvolupats per l'art paleocristià són els que fan referència en clau simbòlica a la resurrecció (resurrecció de Llàtzer), la representació del banquet eucarístic i altres sagraments com el baptisme (catacumba de Sant Calixt), També hi té protagonisme l'emblemàtica figura de l'orant o el filòsof, aquesta darrera imatge profundament arrelada en la tradició clàssica.
Amb posterioritat a l'edicte de Milà i durant el segle iv es desenvolupen, principalment, els temes protagonitzats per la figura de Jesucrist. Són temes amb un caràcter marcadament triomfal i molts d'ells explícitament manllevats de la iconografia imperial romana, com ara Crist entronitzat (Sarcòfag de Junius Bassus) o la Traditio legis.
També és durant el segle iv que agafa més importància la representació d'episodis del Nou Testament i particularment de la vida de Jesús, com ara el naixement. No és tan freqüent, en canvi, la representació de sant Crist que més endavant esdevindrà el tema més important de tota la iconografia cristiana.
La representació de la Mare de Déu es troba ja a les catacumbes de Priscil·la
Més enllà de la tradició clàssica i de l'assimilació de l'Antic Testament i l'herència del judaisme, la iconografia dels primers temps del cristianisme també reflecteix algunes influències de la civilització egípcia i del pròxim orient, patent en temes com el Tetramorf o en l'evident relació entre Isis alletant Horus i les imatges de la Mare de Déu.

### L'escultura paleocristiana
L'hàbit era a produir relleus sobre sarcòfegs. Gairebé tota l'escultura paleocristiana es resumeix als relleus de sarcòfegs.
L'interès, aquí, però, el portarem cap al culte de màrtirs que neix de la repressió exercida per l'Imperi Romà vers els primers cristians. En oficialitzar-se el culte, els màrtirs passen a ser santificats i amb això adquireixen especial rellevància artística perquè l'interior de les esglésies aniran plenes de màrtirs.
Se’ls representa sempre amb un atribut que ens parla sobre la manera en com foren morts. La pràctica de la veneració cap als sants els converteix amb el temps en protectors, és a dir, patrons.
La comunitat cristiana parteix del principi que havent estat santificats poden i tenen capacitats sobrenaturals de forma que a partir d'aquesta creença s'elabora tot un cerimonial de veneració. Així, per exemple, cada parròquia té el seu propi patró que és un màrtir. També se’ls representa en vestimenta romana. L'estètica cristiana adopta efectivament els costums romans.

## Volta per l'Europa paleocristiana

### Els Països Catalans
A Catalunya destaca, prop de Constantí, el mausoleu de Centcelles, del segle iv, que alguns experts consideren que podria ser una construcció imperial. El mosaic de cúpula cristià és el més antic d'Occident i té tres escenaris ben diferenciats. A la part inferior hi ha representada una escena de cacera amb uns cérvols que fugen esporuguits mentre uns caçadors miren d'encalçar-los. Al fris central hi ha episodis de l'Antic i del Nou Testament, i al superior hi ha uns requadres amb uns personatges entronitzats. Es desconeix què representen o qui són. Els separen uns joves nus de gran bellesa que personifiquen les estacions.
Des del segle iv fins al vii, les esglésies cristianes s'inspiraven en la tradició de l'arquitectura mediterrània. La majoria tenien basíliques d'una o de tres naus separades per columnes, amb capçalera tripartida i un absis destacat que podia ser semicircular, carrat o poligonal, amb una planta inferior de ferradura. Cap d'aquestes esglésies ha perdurat en el temps i tot el que es coneix s'ha recuperat amb les excavacions. D'aquesta època destaca la basílica del Bovalar, amb un baptisteri cobert amb un cimbori amb columnes i arcs de pedra, que avui encara es pot veure al Museu de Lleida. Un altre exemple és la basílica de la necròpolis del Francolí, la de la vil·la Fortunatus, la de la Neàpolis d'Empúries, la de l'amfiteatre de Tarragona, la de Santa Margarida de Martorell o l'aula de Sant Cugat del Vallès.
Abans de l'arribada dels sarraïns es va aixecar un dels conjunts monumentals més importants que avui encara es conserven: l'antiga seu episcopal d'Ègara (Terrassa), que va ser erigida el 450. Les esglésies de Santa Maria, Sant Pere i Sant Miquel formen part d'aquest conjunt arquitectònic i van ser bastides entre els segles IV i VIII. Per aixecar la catedral de Santa Maria es va aprofitar una basílica i un baptisteri anteriors. El paviment és un mosaic de motius geomètrics i la basílica són tres naus separades per columnes, amb un absis de planta quadrada a l'exterior i de ferradura a l'interior, decorat amb pintures. Als peus de l'edifici hi havia el baptisteri amb piscina central. Al sud es van aixecar les dependències de la residència episcopal. L'església de Sant Pere feia la funció de parròquia i té un absis trevolat, amb el lòbul o absis de llevant cegat per un retaule petri posterior, amb dos registres de fornícules i decoració pictòrica. Es conserven restes del mosaic de paviment del presbiteri, dels segles x i xi, i un transsepte elevat, flanquejat per capelles baixes laterals. L'església funerària de Sant Miquel té planta quadrada, amb un absis de planta poligonal a l'exterior i interior de ferradura, decorat amb pintures que il·lustren la Revelació, i una cúpula o cimbori sostingut per vuit columnes, els capitells de les quals procedeixen de construccions anteriors. L'església té una cripta trevolada dedicada a sant Celoni.
Amb l'expulsió dels musulmans, als segles ix i x, va començar l'etapa carolíngia, en la qual l'estil arquitectònic de les esglésies era molt més senzill. Les esglésies acostumaven a tenir una sola nau, capçada per un simple absis carrat, que podia ser rectangular o trapezoidal, com el de Sant Cristòfol de Cabrils. Els arcs es feien amb forma de ferradura o semicirculars i els absis es cobrien amb volta de canó o de ferradura. A la segona meitat del segle x, es va estendre l'ús de la volta. Un exemple és el de Sant Hilari d'Abrera, amb unes interessants impostes. A Santa Margarida del Cairat i a Sant Martí del Fenollar es van reforçar les parets amb un sistema d'arcades adossades. Altres innovacions del moment van ser la construcció de transseptes elevats, més alts que l'absis i la nau i amb volta transversal a aquests, com els de Sant Pere de Terrassa, Sant Nicolau d'Arraona, Santa Maria del Marquet i Santa Creu d'Olorda, i la incorporació d'absis de planta de ferradura interior i exterior, semiel·líptica o similars.
Un dels exemples més impressionants de l'època carolíngia és la basílica de Sant Miquel de Cuixà, consagrada el 974. Aquesta església té tres naus. La central és més llarga que les laterals i les separen uns arcs de ferradura i una capçalera complexa que comprèn un absis central carrat i quatre absidiols laterals de planta semicircular aprofundida. Una altra construcció notable devia ser l'església abacial de Santa Maria de Ripoll, consagrada el 977, que era de cinc naus. D'aquesta església es conserven uns capitells califats de corinti, que són una mostra extraordinària de l'escultura preromànica. A Sant Joan de Bellcaire es conserven tres naus obertes a una altra nau transversal, coberta amb voltes. D'aquesta etapa carolíngia, en la qual l'estil ja ha fet una gran evolució, també destaquen les esglésies rosselloneses de Sant Andreu de Sureda, amb tres absis a llevant, de planta aprofundida el central, i de Sant Genís, amb una capçalera similar tot i que més alterada.
Sant Quirze de Pedret és un exemple arquitectònic d'un estil més senzill. En aquesta església es poden veure plasmades dues etapes preromàniques. La més antiga és la de l'absis trapezial. En canvi, els absis laterals amb planta de ferradura, oberts per arcs amb la mateixa forma, i el transsepte marcat en planta, són de la segona meitat del X. També destaquen les esglésies Sant Julià de Boada, amb els arcs de ferradura, i els dos absis de Sant Miquel d'Olèrdola. Els campanars més ben conservats de l'època carolíngia són els de la torre atalussada amb finestres amb forma de ferradura de Coll de Nargó.
Els sarcòfags paleocristians de taller romà de Girona i Tarragona, l'ara de Sant Feliu de Vilamilanys i els mosaics de Tarragona i Tossa són altres exemples de l'època paleocristiana. De l'etapa visigòtica han quedat com a testimonis els fragments de cancell de Pessillà de la Ribera i les impostes i capitells de Sant Pau del Camp a Barcelona. La columneta del Vernet, el capitell historiat de Sant Benet de Bages, l'ara d'argent repujat de Sant Pere de Rodes (Museu d'Art de Girona), les pintures preromàniques de Pedret (Museu Diocesà i Comarcal de Solsona) i la lipsanoteca de Santa Maria de Lillet (Museu de Manresa) i l'ara de Cuixà del 974 són el llegat que ens ha quedat de l'època carolíngia.